# Municipio de Rhoda
El municipio de Rhoda (en inglés: Rhoda Township) es un municipio ubicado en el condado de Charles Mix en el estado estadounidense de Dakota del Sur. En el año 2010 tenía una población de 117 habitantes y una densidad poblacional de 1,05 personas por km².

## Geografía
El municipio de Rhoda se encuentra ubicado en las coordenadas 43°17′53″N 98°45′9″O / 43.29806, -98.75250. Según la Oficina del Censo de los Estados Unidos, el municipio tiene una superficie total de 111.05 km², de la cual 111,05 km² corresponden a tierra firme y (0 %) 0 km² es agua.

## Demografía
Según el censo de 2010, había 117 personas residiendo en el municipio de Rhoda. La densidad de población era de 1,05 hab./km². De los 117 habitantes, el municipio de Rhoda estaba compuesto por el 91,45 % blancos y el 8,55 % eran de una mezcla de razas. Del total de la población el 0,85 % eran hispanos o latinos de cualquier raza.